# Leonard Griffin
Leonard Griffin (nacido el 11 de septiembre de 1982 en Pasadena, California) es un futbolista estadounidense que actualmente juega para el Chicago Fire de la Major League Soccer.

## Trayectoria
| Período   | Club                                   |
| --------- | -------------------------------------- |
| 2000-2003 | Universidad de California, Los Ángeles |

| Período | Club         | Partidos (goles) |
| ------- | ------------ | ---------------- |
| 2004-   | Chicago Fire | 13 (0)           |

- Datos: Q6525329